# Brian Van Holt
Brian Van Holt (Illinois, 6 de julho de 1969) é um ator norte-americano. Ficou conhecido por interpretar Bo e Vincent Sinclair (ambos irmãos), no filme House of Wax (2005) onde atuou como antagonista de Elisha Cuthbert.
Por sua atuação, recebeu uma indicação ao Teen Choice Awards de Melhor Luta, junto com Elisha Cuthbert e Chad Michael Murray.
Seu papel como os assassinos Vincent Sinclair e Bo Sinclair, fez com que ambos ficassem entre os dez maiores e mais famosos assassinos da história do cinema, e a máscara usada por Vincent Sinclair, ficou entre as máscaras mais marcantes e famosas da história.

## Filmografia
- House of Wax - Vincent & Bo Sinclair
- Man of the House - Eddie Zane
- S.W.A.T. - Michael Boxer
- Basic - Dunbar
- Confidence - Miles
- Windtalkers - Private Harrigan
- Black Hawk Down - Struecker

### Televisão
- Love & Money
- Sex and the City
- Martial Law
- Homicide: Life on the Street
- Spin City
- Beverly Hills 90210
- Cougar Town